# Kirstie van Haaften
Kirstie van Haaften, née le 21 janvier 1999 à De Meern, est une coureuse cycliste professionnelle néerlandaise.
Elle est spécialisée à la fois dans les courses sur piste et sur route.

## Biographie
Kirstie van Haaften brille, durant ses années juniors, sur les épreuves chronométrées. C'est ainsi qu'elle remporte la 1re étape du Energiewacht Tour (coupe des Nations juniors) en 2016, un contre-la-montre par équipes autour de Groningue. Puis sur la piste elle remporte le titre européen de poursuite par équipe.
L'année suivante, l'équipe des Pays-Bas conserve son titre européen.
Pour sa 1re saison élite sur la route, en 2018, elle reste au sein de la structure qui l'a accompagnée en junior, l'équipe Restore. Sur piste, elle remporte le titre européen espoir de la course scratch. En fin de saison, elle remporte le titre national élite de l'omnium.
En 2019 elle rejoint l'équipe UCI belge Health Mate-Cyclelive Team. Cette saison est cependant marquée par des soucis internes. En juin 2019, l'UCI annonce que Patrick Van Gansen, le manager général de l'équipe est sous enquête de la part de sa Commission d'éthique. Dix coureuses ont porté plainte et rapporté des abus et des comportements inappropriés de sa part. Sur piste, elle bat, avec l'équipe de poursuite par équipe, le record national.
Elle rejoint, pour la saison 2020, l'équipe belge Ciclotel qui vient de se créer. Néanmoins l'équipe n'existe qu'une saison.
À la recherche de stabilité, elle rejoint alors, à partir de 2021, la structure néerlandaise Parkhotel Valkenburg.
Elle s'illustre sur le Simac Ladies Tour 2022 en s'échappant avec Chloe Hosking lors de la 4e étape. Elle y glane de précieux points au classement de la montagne, ce qui lui permet de remporter ce classement.
En 2024, elle rejoint l'équipe Cofidis. Au moins de juin, elle subit une opération du cerveau,. Elle est de retour à la compétition en octobre pour Binche-Chimay-Binche.
En 2025, son équipe Cofidis fait partie des 7 premières équipes de la nouvelle catégorie UCI Women's ProTeam.

## Palmarès sur route

### Par années
- 2016
  - 1re étape du Energiewacht Tour (contre-la-montre par équipes)
- 2023
  - 3e du Grand Prix Yvonne Reynders

### Classements mondiaux
| Année                                 | 2018 | 2019 | 2020 | 2021 | 2022 | 2023 |
| ------------------------------------- | ---- | ---- | ---- | ---- | ---- | ---- |
| Classement UCI                        | 571e | 198e | 654e | 605e | 172e | 323e |
| UCI World Tour                        | nc   | nc   | nc   | 152e | 152e | 176e |
|                                       |      |      |      |      |      |      |
| Légende : nc = non classéSource : UCI |      |      |      |      |      |      |

## Palmarès sur piste

### Championnats d'Europe
| Édition / Épreuve          | Poursuite par équipes | Scratch |
| Montichiari 2016 (juniors) | Argent                |         |
| Anadia 2017 (juniors)      | Argent                |         |
| Aigle 2018 (espoirs)       |                       | Or      |

### Championnats des Pays-Bas
- 2018
  -  championne des Pays-Bas de l'Omnium
  -  championne des Pays-Bas de poursuite par équipe
  -  2e de la course derrière derny

- 2019
  -  championne des Pays-Bas de poursuite par équipe
  -  3e de la course aux points

- 2022
  -  2e de poursuite par équipe